# Halbhavi, Shorapur
Halbhavi là một làng thuộc tehsil Shorapur, huyện Gulbarga, bang Karnataka, Ấn Độ.